# Ivan Mládek
Ivan Mládek (Prága, 1942. február 7. –) cseh énekes, zeneszerző, dalszövegíró, humorista, színész, festő, rajzoló.

## Zenei munkássága
1966-ban alapította az Ivan Mládek és a Banjo Band nevű country és dixieland stílusban játszó együttesét. Az 1977-ban megjelent Jožin z bažin című dala nemcsak az énekes, hanem az egész cseh könnyűzene egyik leghíresebb darabja. A hazáján kívül még Magyarországon, Ausztriában és Oroszországban is népszerű lett.
1969-ben vette feleségül Eva Mládkovát, akitől két gyereke született: Štěpán és Mikulas.

## Diszkográfia

### LP
- Dobrý den! Panton 1976
- Nashledanou! Panton 1977
- Ej, Mlhošu, Mlhošu! Panton 1979
- I. Mládek uvádí L. Sobotu Panton 1979
- Přeposlední leč Panton 1980
- Guten Tag! Panton 1981
- Úterý Panton 1981
- I. Mládek zase uvádí L. Sobotu Panton 1982
- Moje rodina Panton 1983
- Banjo z pytle ven! Panton 1985
- Potůčku, nebublej! Panton 1986
- Ta country česká Multisonic 1989
- Pepa z Kadaně Punc 1990
- Škola zvířátek Tommu 1991

### CD
- Ta country česká Multisonic 1991
- The Best Of Banjo Band I. Panton 1992
- The Best Of banjo Band II. Panton 1993
- Vykopávky Multisonic 1993
- Řeky EMG 1993
- Pohádky a jiné povídačky Monitor 1994
- V hospodě u šesti trampů BaM Music 1994
- Písničky Čundrcountry show I BaM Music 1994
- Písničky Čundrcountry show II. BaM Music 1995
- Dobrý den! Bonton 1996
- Písničky na chatu Bonton 1998
- Nashledanou! Bonton 1999
- Sweet Sue Fonia 2000
- Anekdoty do 1. i 4. cenové skupiny
- Písně o lásce a pravdě BaM Music 2000
- Do hlavy ne! Radio servis 2001
- Děda Mládek Illegal Band BaM Music
- Děda Mládek Illegal Band II. BaM Music
- Proč mě ženy nemaj rády Warner Music 2002
- Milan Pitkin v Coutry estrádě 1 Noveta
- Milan Pitkin v Coutry estrádě 2 Noveta
- V Mexiku v taxiku Barci Music 2002
- Dáme si eště raz! Barci Music 2003
- ... a vo tom to je! D. J. World 2002
- 60 nej Sony Music 2003